# Борго Пагано (Ферара)
Борго Пагано (итал. Borgo Pagano) је насеље у Италији у округу Ферара, региону Емилија-Ромања.
Према процени из 2011. у насељу је живело 22 становника. Насеље се налази на надморској висини од 0 м.